# シートン動物記 くまの子ジャッキー
『シートン動物記 くまの子ジャッキー』（シートンどうぶつき くまのこジャッキー）は、1977年6月7日から同年12月6日までテレビ朝日系列局で放送されていたテレビアニメである。日本アニメーションの製作。全26話。放送時間は毎週火曜 19:30 - 20:00 （日本標準時）。
日本アニメーションによる『シートン動物記』アニメ化作品の第1作。原作は同作の中の「タラク山の熊王」。後にモナークの名で人々に恐れられた熊がその幼少期、ジャックと呼ばれていたころのエピソードをもとに映像化した。原作における人間側の主人公ラン・ケルヤンが、ランとケルヤンの親子として分けて再設定されているのをはじめ、原作からは大幅なアレンジが施されている。同じ日本アニメーションの世界名作劇場シリーズと同様にリアリティを重視した演出がなされており、動物同士の会話シーンでは口パクを使わずに台詞を話すという趣向が凝らされている。また、森やすじのデザインによる愛らしいキャラクターも特徴的だが、本作は森が作画監督に近い形で関わった（第1話、第2話）最後の作品となった。
1977年、厚生省児童福祉文化奨励賞、文化庁こども向けテレビ用優秀映画賞を受賞。

## あらすじ
アメリカ独立から100年が経った19世紀末期のアメリカ合衆国カリフォルニア。シェラネバダ山脈の一角に高くそびえるタラク山の麓で暮らすネイティブ・アメリカンの少年ランは、「タラク山の神様」と呼ばれる雌の熊・ピントーの子供たちと出会う。ランは牧場主の娘アリスとともに子熊たちと仲良くなり、雄の子熊に「ジャッキー」、雌の子熊に「ジル」と名付ける。ある日、ランの父ケルヤンが人命救助のため、母熊を射殺してしまう。ランはせめてもの償いとしてジャッキーとジルを自宅に連れ帰り、2匹を育てようと決意する。

## 登場人物

### ハイイログマの親子
ジャッキー
声 - つかせのりこ
子熊の兄妹の兄。本作の主人公。わんぱくな性格。
ジル
声 - 横沢啓子
子熊の兄妹の妹。兄とは対照的に用心深い性格。
ピントー
声 - 遠藤晴
ジャッキーとジルの母親。最期はケルヤンに銃で撃たれ死亡。

### ランの家族・知人
ラン
声 - 松尾佳子
ジャッキーの親友。ケルヤンの息子。母熊を失ったジャッキーとジルと共に暮らすようになる。
ケルヤン
声 - 筈見純
ランの父親。部族からは離れ、ジャクソンの別荘の管理人をしている。
ロッキー爺さん
声 - 永井一郎
ランたちの住居の近くの川で砂金採りをしている。昔は南北戦争に参加していた。
長老
声 - 杉田俊也
ランやケルヤンの部族の長老。

### ジャクソン牧場の人々
アリス
声 - 井上瑤
ランの友達。ジャクソンの娘。
エレン
声 - 麻生美代子
アリスの家庭教師、付添い人。
ジャクソン
声 - 細井重之
アリスの父親。牧場主。コックスらからは旦那と呼ばれている。
コックス
声 - 仲木隆二
ジャクソン牧場の牧童頭。
ペドロ
声 - 山下啓介
ジャクソン牧場で雇われている牧童。ファコの兄。
ファコ
声 - 肝付兼太
ジャクソン牧場で雇われている牧童。ペドロの弟。

### その他
ボナミィ
声 - 加藤修
クマ撃ちの猟師。
ナレーター、シートン
声 - 高木均
作中のナレーションを担当。

## スタッフ
- 原作 - アーネスト・T・シートン
- 製作 - 本橋浩一
- 脚本[5] - 中西隆三、佐藤道雄、髙山由紀子
- 音楽 - 小森昭宏
- 効果 - 石田サウンド（現:フィズサウンド）
- キャラクター・デザイン - 森やすじ
- 作画監督[6] - 小川隆雄、辻伸一
- 美術監督 - 伊藤主計、山本二三
- 撮影監督 - 黒木敬七
- 作画 - ザ・イン、飯村一夫、日下部光雄、山下プロ、OH!プロダクション、小田部羊一、小川隆雄、岡田敏靖、関修一
- 美術監督補 - 伊藤功洋、山本二三
- 撮影 - トランスアーツ、萩原亨、岡崎幸男、大滝勝之、森田俊昭
- プロデューサー - 根来昭
- 演出助手 - 鈴木孝義、蔭山康生、小園井常久
- 監督補佐 - 横田和善
- 監督 - 黒田昌郎
- 製作、企画 - 日本アニメーション
- 制作 - 日本アニメーション、朝日放送

## 主題歌
オープニングテーマ - 「おおきなくまになったら」
作詞 - 香山美子 / 作曲・編曲 - 小森昭宏 / 歌 - 大杉久美子
エンディングテーマ - 「ランとジャッキー」
作詞 - 香山美子 / 作曲・編曲 - 小森昭宏 / 歌 - 大杉久美子

## 各話リスト
| 話数 | 放送日        | サブタイトル         | 絵コンテ   |
| ---- | ------------- | -------------------- | ---------- |
| 1    | 1977年 6月7日 | はじめてのともだち   | 奥田誠治   |
| 2    | 6月14日       | 森のきけん           | 奥田誠治   |
| 3    | 6月21日       | かわいい名付親       | 奥田誠治   |
| 4    | 6月28日       | 強いおかあさん       | 奥田誠治   |
| 5    | 7月5日        | 見ちゃいけない       | 高畑勲     |
| 6    | 7月12日       | おかあさんはどこ     | 奥田誠治   |
| 7    | 7月19日       | 山でのたたかい       | 奥田誠治   |
| 8    | 7月26日       | がんばれお兄ちゃん！ | 高畑勲     |
| 9    | 8月9日        | 大変なお母さん役     | 奥田誠治   |
| 10   | 8月16日       | 山小屋の大そうどう   | 奥田誠治   |
| 11   | 8月23日       | 痛い勉強             | 池野文雄   |
| 12   | 8月30日       | 危険がいっぱい       | 奥田誠治   |
| 13   | 9月6日        | すずめばちのわな     | 奥田誠治   |
| 14   | 9月13日       | 犬と羊をやっつけろ   | とみの喜幸 |
| 15   | 9月20日       | 西部の町             | 横田和善   |
| 16   | 9月27日       | 大変なもてなし       | 奥田誠治   |
| 17   | 10月4日       | おそろしいたくらみ   | 山崎修二   |
| 18   | 10月11日      | つらい別れ           | 奥田誠治   |
| 19   | 10月18日      | あえない日々         | 田中治     |
| 20   | 10月25日      | 新しい飼い主         | 奥田誠治   |
| 21   | 11月1日       | ジャッキーよどこへ   | 田中治     |
| 22   | 11月8日       | かえってきた山       | 奥田誠治   |
| 23   | 11月15日      | もえるタラク山       | 奥田誠治   |
| 24   | 11月22日      | 冬がくる             | 田中治     |
| 25   | 11月29日      | 大きくなった熊       | 奥田誠治   |
| 26   | 12月6日       | はるかなるタラク山へ | 奥田誠治   |

## 放送局
- 朝日放送（制作局）：火曜 19:30 - 20:00
- 東日本放送：火曜 19:30 - 20:00[7]
- テレビ朝日：火曜 19:30 - 20:00
- 新潟総合テレビ：水曜 17:20 - 17:48（1977年7月 - 11月2日）→ 土曜 7:00 - 7:30（1977年11月5日 - 12月31日）[8]
- 信越放送：水曜 17:00 - 17:30[9]
- 福井テレビ：金曜 19:00 - 19:30[10]
- テレビ熊本：水曜 17:30 - 18:00[11]
- 鹿児島テレビ：水曜 17:20 - 17:50[11]